# No Love in Modern World
No Love in Modern World (stilizirano kot no love in modern world) je debitantski studijski album murskosoboškega glasbenega producenta Kleemarja, izdan 14. avgusta 2020 pri založbi rx:tx.
Celoten zaslužek iz prednaročil in naročil digitalne verzije albuma do 14. septembra je Kleemar posvetil Radiu Študent, ki se je zaradi finančnih rezov s strani Študentske organizacije Univerze v Ljubljani znašel v eksistencialni stiski.

## Kritiški odziv
Odziv na album je bil pozitiven. Jakob Mraz je za Radio Študent rekel, da gre za "intimno doživetje", obenem pa je tudi kritiziral nejasnost družbenokritične sporočilnosti naslovov pesmi in dejstvo, da ima Kleemar "glede na svojo odmevnost v začetku prejšnjega desetletja" že nekaj potomcev in zato "njegov zvok ne pride več tako do izraza kot nekdaj". Jaša Bužinel je za Mladino v bolj pozitivnem odzivu zapisal, da Kleemar "izhaja iz tradicije najboljših v svojem žanru, ki bi ga raje kot IDM preprosto opisali kot (kant)avtorska elektronska glasba, saj se v vsakem detajlu skriva avtorjev pečat … daleč od trendov in urbanega hajpa, kjer je edini relevanten kontekst zvok". Pozitivno mnenje je imel tudi Matej Holc za Radio Terminal.
Na Radiu Študent je bil album uvrščen na 12. mesto na seznam Domače naj Tolpe bumov™ leta 2020, seznam najboljših slovenskih albumov leta. Na mednarodnem portalu Beehype je bil uvrščen med "ostale priporočene albume" leta 2020 iz Slovenije.

### Priznanja
| objava        | uvrstitev | seznam                            |
| ------------- | --------- | --------------------------------- |
| Radio Študent | 12.       | Domače naj Tolpe bumov™ leta 2020 |
| Beehype       | –         | Best albums of 2020               |

## Seznam pesmi
Vse pesmi je napisal Kleemar.
| Št.             | Naslov                          | Dolžina |
| --------------- | ------------------------------- | ------- |
| 1.              | „Dave Is My Favorite Astronaut‟ | 7:45    |
| 2.              | „I Fear What I Feel‟            | 7:57    |
| 3.              | „Cockswinger‟                   | 4:04    |
| 4.              | „Sensitive After Touch‟         | 5:03    |
| 5.              | „Kolman's Music Room‟           | 4:30    |
| 6.              | „Slow Is Too Quick‟             | 3:58    |
| 7.              | „No Love in Modern World‟       | 3:41    |
| 8.              | „Reorgsm‟                       | 4:54    |
| 9.              | „Someday Is Close‟              | 8:27    |
| Skupna dolžina: | Skupna dolžina:                 | 50:19   |

Opombe
- Naslovi pesmi so stilizirano napisani z malimi črkami.[1]

## Tehnično osebje
- Matej Končan – vokal, produkcija
- Gregor Zemljič – mastering
- Črtomir Just – oblikovanje naslovnice